# Dithering (Audiotechnik)
Dithering (engl. für „Zittern“) beschreibt eine Methode, die in der digitalen Audiotechnik die Wirkung von Quantisierungsfehlern abmildern kann. Diese Fehler treten sowohl bei der Digitalisierung als auch bei digitalen Rechenoperationen mit Signalen auf. Statt störender Verzerrungen entsteht ein weniger störendes gleichmäßiges Rauschen, das dem eines analogen Verstärkers ähnelt.

## Das Problem: systematische Rundungsfehler
Ohne Dithering wird das als Quantisierungsrauschen bezeichnete Fehlersignal seinem Namen nur gerecht, falls sich das Nutzsignal von Sample zu Sample typischerweise um mehrere Quantisierungsstufen verändert, also bei hoher Aussteuerung mit nicht zu kleinen Frequenzen. Dann sind aufeinander folgende Fehler voneinander statistisch unabhängig, sodass das Quantisierungsrauschen sich als breitbandiges weißes Rauschen darstellt. Als relativ zum Nutzsignal kleiner Untergrund wird es kaum wahrgenommen, siehe typische System-Dynamikwerte.
Mit abnehmender Aussteuerung fällt nicht nur die Maskierung des Rauschens durch das Nutzsignal geringer aus, siehe Signal-Rausch-Verhältnis, sondern für typische geordnete Nutzsignale wie Musik treten Korrelationen des Quantisierungsfehlers auf; insbesondere haben aufeinander folgende Quantisierungsfehler abschnittsweise gleiche Vorzeichen, sodass sich die Rauschenergie zu niedrigeren Frequenzen verlagert und deutlich hörbar in Spektrallinien konzentriert. Diese Linien sind Oberwellen und Intermodulationen der Frequenzen im Nutzsignal. Schuld an diesen Verzerrungen ist letztlich die Nichtlinearität der Quantisierungskennlinie.

## Eine Lösung: zufällig auf- oder abrunden
Durch Zugabe von geeignetem Dither-Rauschen zum Signal erhöht sich zwar die Rauschenergie, aber die Kennlinie wird linearisiert, sodass die Verzerrungen verschwinden und sehr leise Signalanteile besser (oder überhaupt erst) wahrgenommen werden. Das Dither-Rauschen besteht aus zufälligen Werten aus einem Bereich von der Größenordnung einer Quantisierungsstufe. Es werden verschiedene Wahrscheinlichkeitsverteilungen (PDF, probability density function) für die Rauschwerte angewandt. Das minimale Rauschen (bezüglich der Varianz der PDF), das für eine vollständige Linearisierung der Kennlinie hinzugefügt werden muss, ist gleichverteilt (rechteckig, RPDF-Dither) über genau eine Stufenhöhe. Dadurch wird bei der Quantisierung zufällig auf- oder abgerundet, mit einer Wahrscheinlichkeit, die linear davon abhängt, auf welcher Höhe der Signalwert zwischen zwei Stufen steht.
RPDF-Dither wirkt wie eine Pulsweitenmodulation, bis auf den Zufallsaspekt. Auf diesen kann in Verbindung mit Überabtastung verzichtet werden, wenn die dadurch entstehenden Artefakte bei unhörbar hohen Frequenzen liegen, vergleiche Sigma-Delta-Wandler und Rauschformung.
Weitere Dither-Typen haben dreieckförmige Dichten (TPDF-Dither, triangular) und gaußsche Dichten (GPDF-Dither). In der Musiksignal-Bearbeitung hat sich TPDF-Dither durchgesetzt, da er wie der RPDF-Dither die Kennlinie vollständig linearisiert und zusätzlich eine konstante Rauschleistung aufweist, unabhängig vom Eingangswert des Signals. Die Rauschleistung ist mit 4,77 dB nur wenig höher als beim RPDF-Dither.

## Anwendung

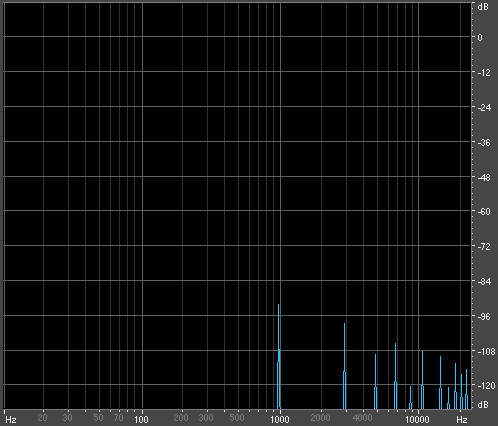
Abb. 1: 1-kHz-Signal, Bittiefenreduktion ohne Dither

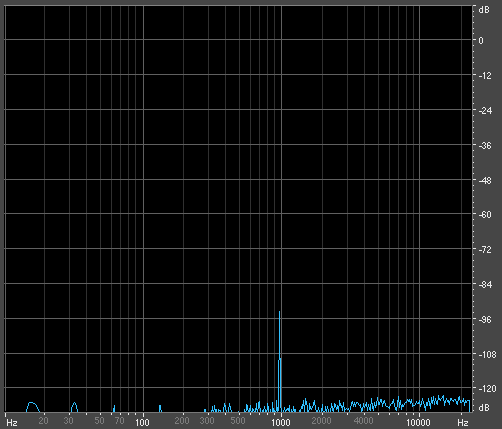
Abb. 2: 1-kHz-Signal, Bittiefenreduktion mit Dither

Dithering findet in verschiedenen Bereichen der digitalen Audiotechnik Anwendung, und zwar immer, wenn das Signal bearbeitet wird und danach die Bittiefe reduziert wird und/oder die Samplingrate verändert wird: Beim Mastering, beim Erstellen von Audiodateien (WAV oder MP3) von DVDs, beim Verwenden älterer Sampler mit eingeschränkter Dynamik (zum Beispiel 8 Bit), oder auch nach der Bearbeitung mit Effektgeräten. Als Ergebnis ist oft ein Signal in CD-Qualität mit üblichen 16 Bit und 44,1 kHz gewünscht.
Anstatt die „überflüssigen“ Bits einfach abzuschneiden ("Truncation") oder zu runden (round to even), wenn z. B. ein 24-Bit-Signal in ein 16-Bit-Signal gewandelt wird, sollte Dithering betrieben werden, da sonst die oben beschriebene Problematik des Quantisierungsfehlers auftritt. Anschaulich betrachtet führt das Rauschen in Verbindung mit einer Rundung zu einem Signal, das in langfristiger Betrachtung dem vorherigen Wert entspricht. Durch Filterung und Mittelwertbildung können damit die fehlenden Bits teilweise rekonstruiert werden. Effektgeräte und Audio-Software arbeiten intern oft mit deutlich höher auflösenden 32-bit-Integer- oder 32 bit Gleitkommazahlen. Bei der Rückwandlung sollte dann Dithering verwendet werden.
Am Beispiel einer Bittiefenreduktion von einer 24-Bit-Wortlänge auf die üblichen 16-Bit-Wortlängen einer Audio-CD wird messbar, dass Dithering gerade bei niedrigen Pegeln wesentlich mehr Information ermöglicht und somit den Dynamikumfang des Nutzsignals vergrößert. Abbildung 1 zeigt das Signal nach der Bittiefenreduktion ohne Dithering. Man sieht deutlich die Quantisierungsverzerrungen in Form von Obertönen. Abbildung 2 zeigt die Bittiefenreduktion mit eingeschaltetem Dithering. Zwar sieht man nun den vorhandenen Rauschteppich, allerdings ist dieser in großem Abstand zum Nutzsignal nicht mehr mit diesem korreliert und wird psychoakustisch nicht mehr als auffällige Verzerrung des Nutzsignals wahrgenommen.
Bei der Verwendung hoher Abtastraten lässt sich das Rauschen in höhere Bereiche des Spektrums verschieben, sodass dieses bei einer späteren Wandlung gänzlich gefiltert wird. Anschaulich lässt sich dieser Prozess damit beschreiben, dass feinstufiger gezittert wird. Tieffrequente Anteile in den Signalen lassen sich damit praktisch vollständig rekonstruieren.